# Guaitarilla
Guaitarilla – miasto w Kolumbii, w departamencie Nariño.